# Jaffa Crvenka
Jaffa Crvenka (ancien code BELEX : JAFA) est une entreprise serbe qui a son siège social à Crvenka, dans la province de Voïvodine. Elle travaille principalement dans le secteur agroalimentaire.

## Histoire
Jaffa Crvenka, sous le nom de Jaffa fabrika biskvita Crvenka, a été admise sur le libre marché de la Bourse de Belgrade le 18 février 2004 ; elle en a été exclue le 27 juin 2012.

## Activités
Jaffa Crvenka produit des biscuits fourrés à l'orange, au citron et à la cerise, vendus sous la marque Jaffa cakes, des biscuits fourrés à la banane ou à la cerise vendus sous la marque Munchmallow, des napolitains vendus sous la marque Napolitanke, des biscuits à la noisette ou aux raisins vendus sous la marque O’Cake, des biscuits au chocolat vendus sous la marque Jaffo, des biscuits secs vendus sous la marque Polo keks, des biscuits maison vendus sous la marque Domaći keks. Sous la marque Tak, la société vend aussi des biscuits salés.